# Protonotaire
Un protonotaire (du latin protonotarius et du grec moderne πρωτονοτάριος / prōtonotários, « premier notaire ») est à l'origine le chef des collèges de notaires à la cour byzantine. Dans l'Église catholique, un protonotaire apostolique est un officier du Saint-Siège qui reçoit et expédie les actes des consistoires publics. Le terme désigne aussi un membre du système judiciaire dans plusieurs pays.

## Empire byzantin
La fonction de prōtonotarios, également proedros ou primikērios des notarioi, existe au sein de l'administration mésobyzantine en tant que direction des collèges de notarioi dans les différents départements administratifs. On trouve des prōtonotarioi des notarioi impériaux (secrétaires de la cour), des différents sekreta ou logothesia (ministères gouvernementaux), ainsi que dans chaque thème. Cette dernière catégorie apparaît au début du IXe siècle en tant que fonction civile principale dans les provinces, sous l'autorité directe du stratēgos. Ces fonctionnaires sont principalement responsables des questions administratives et fiscales (relevant à ce titre de manière caractéristique du Sakellion), ainsi que de l'approvisionnement des armées thématiques.
La fonction disparaît après les XIe et XIIe siècles, tout comme les thèmes et les logothesia, bien qu'il existe des traces d'un prōtonotarios servant de secrétaire impérial principal jusqu'à l'ère Paléologue.

## Église catholique
Les protonotaires apostoliques ont été institués par Damase Ier pour écrire la vie des martyrs, assister au paiement des taxes, des indulgences, des dispenses aux canonisations, enseigner la liturgie catholique ou la musique sacrée, etc. Ce sont des prélats sans dignité épiscopale, supérieurs en titre aux autres notaires apostoliques[réf. nécessaire].

Il faut distinguer les protonotaires participants (de numero participantium), exerçant leur charge, qui forment un collège de sept membres (dont un des postes peut être officier de la Préfecture de la Maison pontificale), et les protonotaires surnuméraires (supra numerum), appelés autrefois ad instar participantium ou AIP, dont le titre est honorifique. Ils sont appelés Monseigneur.
Jusqu'à la réforme des années 1960, la famille pontificale comprenait aussi des protonotaires apostoliques honoraires ou titulaires, dont le titre était également purement honorifique. Ces derniers étaient souvent appelés « protonotaires noirs » en raison de la couleur de leur costume.

### Costume de chœur
Les protonotaires apostoliques participants portent au chœur une soutane violette dont les boutons et le fileté sont cramoisis, un rochet sous une mantelletta violette, ainsi que la barrette noire à houppe rouge cramoisi. Les protonotaires apostoliques surnuméraires portent la même soutane mais revêtent le surplis et la barrette noire sans la houppe rouge. Les protonotaires apostoliques titulaires et ceux qui en avaient les privilèges portaient sur la soutane noire, le rochet et le mantelet, noirs également.

### Héraldique
Les pronototaires apostoliques de numero et les protonotaires apostoliques surnuméraires timbrent d'un chapeau de pourpre duquel pendent de chaque côté des cordons de gueules à six houppes de même, sans la croix épiscopale ni les insignes pontificaux (mitre et crosse). Les protonotaires apostoliques honoraires ou titulaires et ceux qui en ont les privilèges (vicaires généraux et administrateurs diocésains pendant la durée de leur charge) timbrent d'un chapeau de sable duquel pendent de chaque côté des cordons de sable à six houppes de même.

Ornements extérieurs de l'écu des protonotaires apostoliques.
Ornements extérieurs de l'écu des protonotaires apostoliques honoraires.

## Système judiciaire

### Canada
À la Cour fédérale, le protonotaire n’est pas un clerc administratif mais un officier judiciaire de la Cour nommé en vertu de la loi sur les Cours fédérales. Les protonotaires sont des officiers de justice de plein droit qui exercent plusieurs fonctions et pouvoirs judiciaires des juges de la Cour fédérale. Leurs pouvoirs consistent, notamment, à entendre des requêtes (incluant celles qui peuvent régler de façon définitive un dossier, et ce, sans égard au montant en jeu dans ce dossier), gérer des instances, entendre des causes visant des réclamations s’élevant à au plus de 50 000 $, et à agir comme médiateur,.
Au Québec, protonotaire est l'ancien nom du greffier de la Cour supérieure du Québec.